# Premio Christy
Il Premio Christy (detto anche Christy Award) è un premio letterario statunitense istituito nel 2000, è un premio per riconoscere i romanzieri e i romanzi di eccellenza in diversi generi della narrativa cristiana. Il premio è stato chiamato così in onore del romanzo omonimo di Catherine Marshall (27 settembre 1914 — 18 marzo 1983) e del suo contributo alla crescita della fiction per i cristiani che amano leggere. Il premio viene assegnato ogni anno ai romanzi più eccellenti, romanzi che riguardano specificamente i temi cristiani. Essi includono un premio per un Romanzo d'esordio, Thriller, Romantico, Storico, Futuristico, Fantastico e le categorie di narrativa contemporanea.

## Vincitori
2017
- BOOK OF THE YEAR (Libro dell'anno) 2017: Long Way Gone di Charles Martin
- Contemporaneo (Romantico): Her One and Only di Becky Wade
- Romanzo Stars in the Grass di Ann Marie Stewart
- Fiction Long Way Gone di Charles Martin
- Storico: The Mark of the King di Jocelyn Green
- Storico Romantico: A Note Yet Unsung di Tamera Alexander e Bethany House
- Thriller: When Death Draws Near di Carrie Stuart Parks
- Racconto Breve: Looking Into You di Chris Fabry
- Fantastico: The Long Journey to Jake Palmer di James Rubart
- Romanzo d'esordio: The Silent Songbird di Melanie Dickerson

2016
- BOOK OF THE YEAR (Libro dell'anno) 2016: The Five Times I Met Myself di James L. Rubart
- Contemporaneo (Indipendente): The Wedding Chapel di Rachel Hauck
- Contemporaneo (Collane, Sequel e Romanzi): Crazy Little Thing Called Love di Beth K. Vogt
- Contemporaneo (Romantico): The Sea Keeper's Daughters di Lisa Wingate
- Storico: Secrets She Kept di Cathy Gohlke
- Storico Romantico: Luther and Katharina di Jody Hedlund
- Thriller: Twisted Innocence di Terri Blackstock
- Fantastico: The Five Times I Met Myself di James L. Rubart
- Romanzo d'esordio: The Choosing di Rachelle Dekker

2015
- BOOK OF THE YEAR (Libro dell'anno) 2015: Thief of Glory di Sigmund Brouwer
- Contemporaneo (Indipendente): A Broken Kind of Beautiful di Katie Ganshert
- Contemporaneo (Collane, Sequel e Romanzi): The Amish Blacksmith di Mindy Starns
- Contemporaneo (Romantico): The Story Keeper di Lisa Wingate
- Romanzo Feast for Thieves di Marcus Brotherton
- Storico: The Sentinels of Andersonville di Tracy Groot
- Storico Romantico: Thief of Glory di Sigmund Brouwer
- Thriller: The Color of Justice di Ace Collins
- Fantastico: Once Beyond a Time di Ann Tatlockl
- Romanzo d'esordio: Storm Siren di Mary Weber

2014
- BOOK OF THE YEAR (Libro dell'anno) 2014: Burning Sky di Lori Benton
- Contemporaneo (Indipendente): Stones for Bread di Christa Parrish
- Contemporaneo (Collane, Sequel e Romanzi): Take a Chance on Me di Susan May Warren
- Contemporaneo (Romantico): Dangerous Passage di Lisa Harris
- Storico: Burning Sky di Lori Benton
- Storico Romantico: Harvest of Gold di Tessa Afshar (Revell)
- Thriller: Outlaw di Ted Dekker
- Romanzo d'esordio: Burning Sky di Lori Benton (Random House)
- Fantastico: Dragonwitch di Anne Elisabeth Stengl

2013
- Contemporaneo (Indipendente): Not in the Heart di Chris Fabry
- Contemporaneo (Collane, Sequel e Romanzi): You Don't Know Me di Susan May Warren
- Contemporaneo (Romantico): The Breath Dawn di Kristen Heitzmann
- Storico: Flame of Resistance di Tracy Groot
- Storico Romantico: Against the Tide di Elizabeth Camden
- Thriller: Rare Earth di Davis Bunn
- Romanzo d'esordio: Into the Free di Julie Cantrell
- Fantastico: Soul's Gate di James L. Rubart
- Ragazzi: Child of the Mountains di Marilyn Sue Shank (Dell Publishing)

2012
- Contemporaneo (Indipendente): Promises to Keep di Ann Tatlock
- Contemporaneo (Collane, Sequel e Romanzi): The Amish Midwife di Mindy Starns Clark e Leslie Gould
- Contemporaneo (Romantico): Wolfsbane di Ronie Kendig
- Storico: Wonderland Creek di Lynn Austin
- Storico Romantico: The Maid of Fairbourne Hall di Julie Klassen
- Thriller: The Queen di Steven James
- Romanzo d'esordio: Words di Ginny Yttrup
- Fantastico: Veiled Rose di Anne Elisabeth Stengl
- Ragazzi: Waterfall di Lisa T. Bergren

2011
- Contemporaneo (Indipendente): Almost Heaven di Chris Fabry
- Contemporaneo (Collane, Sequel e Romanzi): The Reluctant Prophet di Nancy Rue
- Contemporaneo (Romantico): Sworn to Protect di DiAnn Mills
- Storico: While We're Far Apart di Lynn Austin
- Storico Romantico: The Girl in the Gatehouse di Julie Klassen
- Thriller: The Bishop di Steven James
- Romanzo d'esordio: Heartless di Anne Elisabeth Stengl
- Fantastico: To Darkness Fled di Jill Williamson
- Ragazzi: Motorcycles, Sushi, and One Strange Book di Nancy Rue

2010
- Contemporaneo (Indipendente): The Passion of Mary-Margaret di Lisa Samson
- Contemporaneo (Collane, Sequel e Romanzi): Who Do I Talk To? di Neta Jackson
- Contemporaneo (Romantico): Breach of Trust di DiAnn Mills
- Storico: Though Waters Roar di Lynn Austin
- Storico Romantico: The Silent Governess di Julie Klassen
- Thriller: Lost Mission di Athol Dickson
- Romanzo d'esordio: Fireflies in December di Jennifer Erin Valent
- Fantastico: By Darkness Hid di Jill Williamson
- Ragazzi: North! Or Be Eaten di Andrew Peterson

2009
- Contemporaneo (Indipendente): Dogwood di Chris Fabry
- Contemporaneo (Collane, Sequel e Romanzi): You Had Me at Good-bye di Tracey Bateman
- Contemporaneo (Romantico): Beyond the Night di Marlo Schalesky
- Storico: Until We Reach Home di Lynn Austin
- Storico Romantico: From a Distance di Tamera Alexander
- Thriller: The Rook di Steven James
- Romanzo d'esordio: Blue Hole Back Home di Joy Jordan-Lake
- Fantastico: Vanish di Tom Pawlik
- Ragazzi: I Have Seen Him in the Watchfires di Cathy Gohlke

2008
- Contemporaneo (Indipendente): Chasing Fireflies di Charles Martin
- Contemporaneo (Collane, Sequel e Romanzi): Home to Holly Springs di Jan Karon
- Saggio: Hallie's Heart di Shelly Beach
- Storico: A Proper Pursuit di Lynn Austin
- Romantico: Remembered di Tamera Alexander
- Thriller: The Cure di Athol Dickson
- Romanzo d'esordio: The Stones Cry Out di Sibella Giorello
- Fantastico: Scarlet di Stephen R. Lawhead
- Ragazzi: Hollywood Nobody by Lisa Samson

2007
- Contemporaneo (Indipendente): Winter Birds di Jamie Langston Turner
- Contemporaneo (Collane, Sequel e Romanzi): The Brethren di Beverly Lewis
- Storico: Madman di Tracy Groot
- Saggio: Sisterchicks in Gondolas di Robin Jones Gunn
- Romantico: The Measure of a Lady di Deeanne Gist
- Thriller: Plague Maker di Tim Downs
- Romanzo d'esordio: Where Mercy Flows di Karen Harter
- Ragazzi: William Henry is a Fine Name di Cathy Gohlke

2006
- Contemporaneo (Indipendente): Levi's Will di W. Dale Cramer
- Contemporaneo (Collane, Sequel e Romanzi): The Road Home di Vanessa Del Fabbro
- Storico: Whence Came a Prince di Liz Curtis Higgs
- Romantico: A Bride Most Begrudging di Deeanne Gist
- Thriller: River Rising di Athol Dickson
- Fantastico: Shadow Over Kiriath di Karen Hancock
- Ragazzi: This Heavy Silence di Nicole Mazzarella

2005
- Generale: Bad Ground di W. Dale Cramer
- Ragazzi: The Mending String di Cliff Coon
- Storico: King's Ransom di Jan Beazely e Thom Lemmons
- Romantico: Secrets di Kristen Heitzmann
- Thriller: Tiger in the Shadows di Debbie Wilson
- Fantastico: The Shadow Within di Karen Hancock

2004
- Contemporaneo: Songbird di Lisa Samson
- Ragazzi: Welcome to Fred di Brad Whittington
- Storico: Fire by Night di Lynn Austin
- Romantico: Hideaway di Hannah Alexander
- Thriller: Thr3e di Ted Dekker
- Fantastico: The Light of Eidon di Karen Hancock
- Futuristico: Soon di Jerry B. Jenkins

2003
- Allegorico: Arena di Karen Hancock
- Contemporaneo: All the Way Home di Ann Tatlock
- Futuristico: Time Lottery di Nancy Moser
- Storico Internazionale: His Watchful Eye di Jack Cavanaugh
- Storico Nord Americano: Candle in the Darkness di Lynn Austin
- Romantico: True Honor di Dee Henderson
- Thriller: Directed Verdict di Randy Singer
- Western: Toward a New Beginning di R. William Rogers
- Ragazzi: A Place Called Wiregrass di Michael Morris

2002
- Contemporaneo: A Garden to Keep di Jamie Langston Turner
- Futuristico: Oxygen di Randall Ingermanson e John Olson
- Storico Internazionale: While Mortals Sleep di Jack Cavanaugh
- Storico Nord Americano: Hidden Places di Lynn Austin
- Romantico: The Guardian di Dee Henderson
- Thriller: Drummer in the Dark di T. Davis Bunn
- Western: The Long Trail Home di Stephen Bly
- Ragazzi: Ezekiel's Shadow di David Long

2001
- Contemporaneo: (ex aequo) Home to Harmony di Philip Gulley e The Trial di Robert Whitlow
- Futuristico: Transgression di Randall Ingermanson
- Storico Internazionale: Unashamed di Francine Rivers
- Storico Nord Americano: (ex aequo) Edge of Honor di Gilbert Morris e Reaping the Whirlwind di Rosey Dow
- Romantico: A Touch of Betrayal di Catherine Palmer
- Thriller: The Great Divide di T. Davis Bunn
- Ragazzi: Passing by Samaria di Sharon Ewell Foster

2000
- Contemporaneo: A New Song di Jan Karon
- Futuristico: By Dawn's Early Light di Grant Jeffrey e Angela Hunt
- Storico Internazionale: Out of the Red Shadow di Anne de Graaf
- Storico Nord Americano: The Meeting Place di Janette Oke e T. Davis Bunn
- Romantico: Whispers from Yesterday di Robin Lee Hatcher
- Thriller: Final Witness di James Scott Bell